# 广顺镇
广顺镇，是中华人民共和国贵州省黔南布依族苗族自治州长顺县下辖的一个乡镇级行政单位。
2014年2月14日，贵州省人民政府批复同意长顺县部分乡镇行政区划调整，新设置的广顺镇辖原广顺镇、马路乡、凯佐乡、新寨乡，镇人民政府驻南场社区。

## 行政区划
广顺镇下辖以下地区：
南场社区、北场社区、广顺监狱社区、来远村、石洞村、四寨村、石板村、马路村、青山村、高堡村、花红村、核子村、朝摆村、硐口村、杜鹃湖村、立木村、鼠场村、湾河村、安乐村、凯佐乡和新寨乡。